# Ivan Arsenjev
Ivan Arsenjev (*1961) je český scenárista a dramaturg. Pedagog FAMU.

## Životopis
Po studiích na pražské konzervatoři (obor varhany) absolvoval katedru dramaturgie a scenáristiky FAMU. Několik let byl členem výboru Nadace Miloše Havla pro podporu scenáristické tvorby.

## Tvorba
Je autorem či spoluautorem scénářů řady hraných filmů např. Vojtěch, řečený sirotek (1990 Z. Tyc), Záhada hlavolamu (1993 P. Kotek), Cesta pustým lesem (1997 I. Vojnár ) Český lev za výtvarný počin, Hlavní cena - Noordelijk, New Evropean talent, Cena za nejlepší kameru - Barcelona, Mír jejich duši (2004 P. Štingl) Čestné uznání FITES, Krajina ve stínu (2020 B. Sláma) Český lev za nejlepší scénář, celkově sedm Českých lvů, Cena českých filmových kritiků za nejlepší film roku, Hlavní cena - mezinárodní film. festival Varšava,  Konec světa (2024 B. Sláma),  Moje slunce Mad  (2021 M. Pavlátová) Cena poroty - Annecy, Hlavní cena - FIGC Guadalajara, Cena poroty, Cena za hudbu - BIAF, Jižní Korea, francouzský Cesar za nejlepší celovečerní animovaný film roku. 
Za filmovou povídku Anděl strážce získal II. cenu v soutěži ke 100. výročí českého filmu (1996).
Ivan Arsenjev řadu let spolupracoval s dokumentaristou Miroslavem Jankem. Prvním společným filmem byla Barokní opera (1997), následovaly Hamsa, já jsem (1998)  Hlavní cena - Festival dokumentárních filmů Jihlava, Cena primátora - Art film Trenčianské Teplice, Previanti (1999), Člověk a jeho pán (1999) a Nachové plachty (2001) Zvláštní cena poroty, Cena studentské poroty - Finále Plzeň.
Trvalejší je i jeho spolupráce s dokumentaristkou Janou Ševčíkovou, např. celovečerní Gyumri (2008) Cena za nejlepší režii Jeden svět - Praha, Cult award - Řím, Hlavní cena a studentská cena - Verzio film festival, Budapest nebo Opři žebřík o nebe (2014) Cena Pavla Kouteckého, Trilobit, Cena kritiků za nejlepší dokument roku, Český lev za nejlepší dokument a naposledy Ti, kteří tancují ve tmě (2022), Cena za nejlepší dokument - Film festival Varšava.
V řadě zemí byl také uveden hudební film Archa Noemova (1991 J. Hykl)  Mimořádná cena poroty - Mezinárodní festival filmů o umění UNESCO Paříž. Se stejným režisérem vytvořil Ivan Arsenjev i obrazově stylizovaný portrét Josefa Váchala Dokonalá magie dřevorytu (1995).
S režisérem a výtvarníkem Janem Balejem mimo jiné vytvořili loutkový snímek Jedné noci v jednom městě (2007)  Český lev, Cena kritiků Kristián, Cena za nejlepší celovečerní film – Anifest Třeboň, Grand prix Monstra - Lisabon, Zvláštní cena poroty – Animadrid Madrid, Zlatý kotouč za nejlepší animovaný film - Tiburon USA, Zvláštní cena poroty – Festival animovaných filmů Bilbao, Zlatý křišťálový globus za nejlepší animovaný celovečerní film -Teherán, Velká Athena – Festival Atény a dále ceny na festivalech v Sao Paolo, Hirošimě, Melbourne, Londýně a Bukurešti.
Další společnou prací s Janem Balejem bylo třináct dílů televizních večerníčků Karlík, zlatá rybka (2010) nebo scénář celovečerního loutkového filmu Malá z rybárny (2015). Ceny české filmové kritiky - Nejlepší audiovizuální počin, Slnko v sieti . Nejlepší animovaný film, Zvláštní cena poroty - Mostra Lisabon.
Kromě scenáristiky pracoval Ivan Arsenjev jako dramaturg řady celovečerních či dokumentárních filmů např. Pusinky (Karin Babinská), Indián a sestřička (Dan Wlodarczyk), Lištičky (Mira Fornay), Rok konopí (Petr Slabý), Nomad ve městě (Anji Cloé Club), Můj pes Killer (Mira Fornay) Hivo Tiger Award – Rotterdam, Slnko v sieti za Nejlepší slovenský film roku, Hlavní cena - Finále Plzeň, cena za režii - Vilnius, Cena Andreje Tarkovského atd.
Od roku 1993 putuje po Evropě s divadlem bratří Formanů, kde se jako hudebník, loutkoherec a scenárista podílel na představeních: Kejklíř matky Boží (1993), Sedlák, čert a bába (1994), Barokní opera (1992), Nachové plachty (2000), Kráska a zvíře (2003), Klapzubova jedenáctka (2005), Obludárium (2007) Cena Alfréda Radoka za nejlepší divadelní inscenaci roku a Cena divadelních kritiků za nejlepší představení roku, trilogii Ubohá Rusalka bledá (2009) v divadle Husa na provázku,  Deadtown (2017) a naposledy Ptačí sněm (2024) Více než polovina z těchto představení se hrála po celé Evropě ve více než tisícovce repríz.
Jako scenárista pracoval i na české expozici Pražského quadrienale (2007), rodinné opeře M. Ivanoviče Čarokraj, vytvořené pro pražské Národní divadlo (2012), slavnostním zahájení Plzeň 2015 Evropské hlavní město kultury a divadelním představení Muž Dvojhvězdy pro Otáčivé hlediště v Českém Krumlově (2021). Režie všech představení Petr Forman
Je autorem koncepce a textové části knihy Nachové plachty na lodi Tajemství – příběh divadelního dobrodružství (Torst a Divadelní ústav 2007).
Dramaturgicky  působil v rámci divadelních festivalů Vlnobití, konaných na Divadelní lodi Tajemství, na jejímž vzniku se významně podílel. Scenáristicky spolupracoval i na představeních divadla ANPU Svatební košile (1998) a Zvoník od matky Boží (2005).
Jako režisér a dramaturg pracuje pro edici autorského čtení Hlasy, vydávající od roku 2014 CD nahrávky významných českých prozaiků, básníků a překladatelů, čtoucích ze svého díla.